# 我心狂野
《我心狂野》（英語：Wild at Heart）是1990年的美國黑色幽默爱情犯罪片，由大卫·林奇擔任編劇及導演，由尼古拉斯·凯奇、蘿拉·鄧恩、黛安·拉德、威廉·達佛、哈里·迪恩·斯坦頓及伊莎貝拉·羅塞里尼主演。
電影是以1989年貝瑞·吉佛的同名小說所改編。書和電影都是以賽勒·雷普利（尼古拉斯·凯奇飾演）及蘿拉·佩斯·福瓊（蘿拉·鄧恩飾演）為主，他們是一對來自北卡羅來納州開普菲爾的年輕情侶，他們要逃離蘿拉有控制慾的母親，同時躲避蘿拉母親所雇，要殺害賽勒的幫派份子。
大卫·林奇本來是這部份的製片，但在讀過吉佛的小說後，他決定寫劇本，並且擔任導演。他不喜歡小說的結尾，因此改寫了結局，以符合他對主角的想法。《我心狂野》是公路電影，其中包括了引喻《綠野仙蹤》電影，以及埃爾維斯·皮禮士利及其電影的內容。
這部片早期試映的評價不佳，第一次試映時，大卫·林奇估計有80位觀眾中途離席，第二次試映時離席觀眾則有一百名。在電影正式上映時評價有好有壞，美國票房有不錯的成績，共計1400萬美元，較預算的1000萬美元要高。此片獲得第43屆坎城影展金棕榈奖，觀眾的評價有正面的，也有負面的。黛安·拉德因為本片提名奥斯卡金像奖及金球獎的最佳女配角。因此影評才再度給此片多一些的正面評價。

## 外部連結
- 互联网电影数据库（IMDb）上《我心狂野》的资料（英文）
- Box Office Mojo上《我心狂野》的資料（英文）
- 豆瓣电影上《我心狂野》的資料 （简体中文）
- 爛番茄上《我心狂野》的資料（英文）
- Metacritic上《我心狂野》的資料（英文）